# 11397 Eriopis
11397 Eriopis eller 1998 XX93  är en trojansk asteroid i Jupiters lagrangepunkt L4. Den upptäcktes 15 december 1998 av LINEAR i Socorro County, New Mexico. Den är uppkallad efter Eriopis i den grekiska mytologin
Asteroiden har en diameter på ungefär 45 kilometer.